# اروه بازن
ژان پیر اروه بازن (به فرانسوی: Jean-Pierre Hervé-Bazin) (زادهٔ ۱۷ آوریل ۱۹۱۱ - درگذشتهٔ ۱۷ فوریه ۱۹۹۶) نویسندهٔ فرانسوی است.

## زندگی
اروه بازن نویسنده فرانسوی قرن بیستم در روستای کوچکی به نام آنژو به دنیا آمد.
عموی او آندره بازن منتقد نامدار سینمای فرانسه و از نویسندگان مجله کایه دو سینما است.
بازن با انتشار رمان «افعی در مشت» در سال ۱۹۴۸ به شهرتی جهانی رسید.
از آثار دیگر او می‌توان به مرگ کره اسب، اداره امور ازدواج‌ها و روغن برای آتش اشاره کرد.